# Blue Condominium
El Blue Condominium, también conocido como Blue Tower, está ubicado en el vecindario Lower East Side de la ciudad de Nueva York en 105 Norfolk Street. Diseñado por Bernard Tschumi, es su primera estructura residencial y de gran altura. Con 16 pisos de altura, se inauguró en 2007 con 32 apartamentos en condominio, un espacio comercial en la planta baja ocupado por la Galería Thierry Goldberg y una terraza en la azotea del tercer piso para residentes. Comercial en la planta baja con residencial arriba es un método común de programación de espacios en proyectos residenciales urbanos. La torre no tiene certificación LEED. La forma pixelada facetada, una reacción a los requisitos de zonificación y retroceso, está revestida con un panel azul y un sistema de muro cortina de ventana, que contrasta con los edificios de ladrillo de poca altura que caracterizan el vecindario.

## Construcción

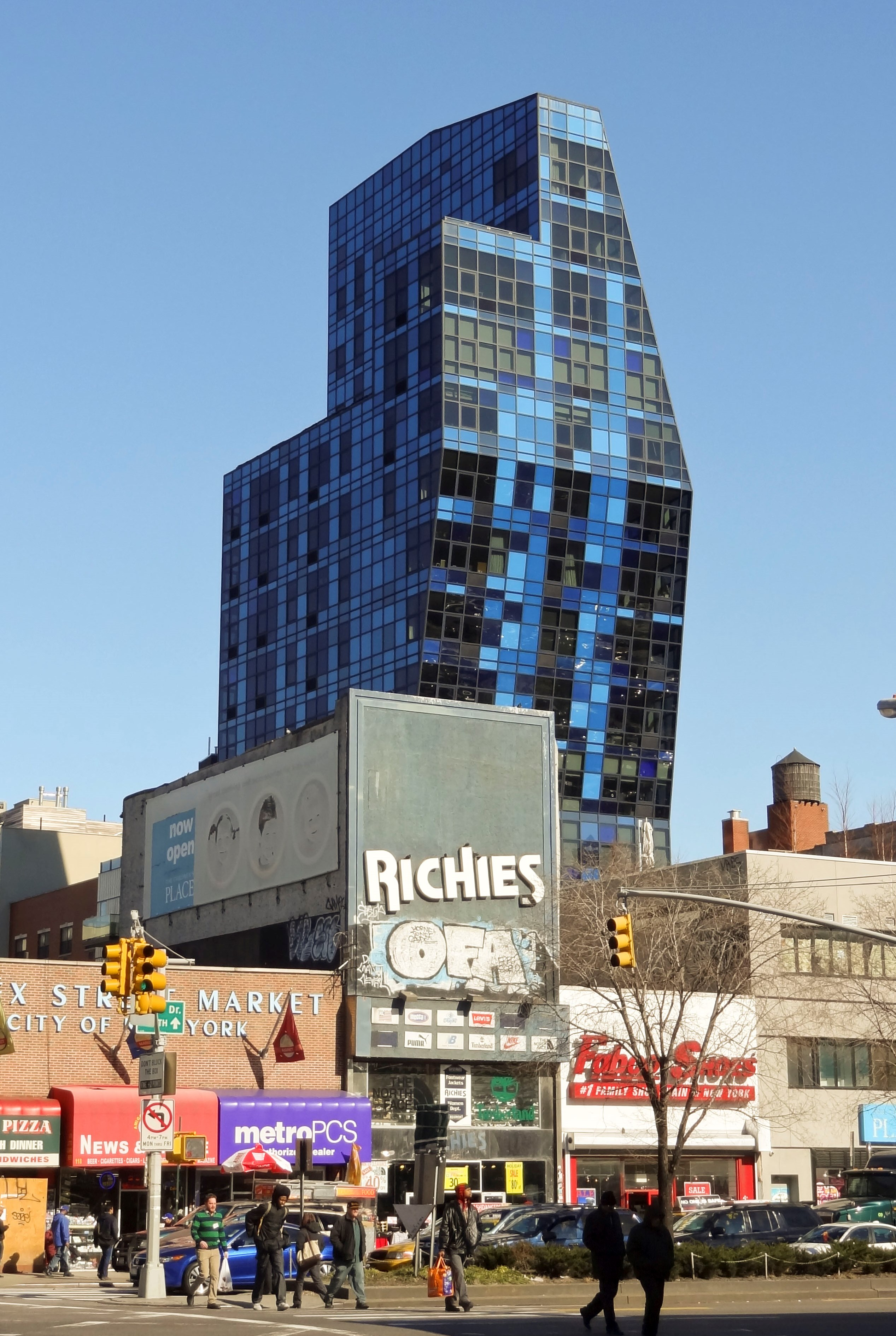
Otra perspectiva del edificio.

El Blue Condominium se inauguró en noviembre de 2007 y fue planeado, diseñado y construido en dos años. Se pudo construir gracias a la compra de derechos aéreos de varios edificios vecinos. Los desarrolladores Angelo Consentini y John Carson encargaron el proyecto, y su empresa, On the Level Enterprises, fue el contratista general.
Históricamente, el Lower East Side fue un vecindario de inmigrantes, incluidos alemanes, judíos, irlandeses, italianos e hispanos, pero ha estado experimentando un período de gentrificación desde finales de la década de 1990. La construcción del Condominio Azul en el Lower East Side ha provocado un debate entre los residentes, los profesionales del diseño y el público en general como un ejemplo del creciente número de nuevos condominios de lujo en el vecindario, un fenómeno que ha causado preocupación por la preservación física y demográfica del barrio y la preservación de su carácter.
La construcción de la torre supuso varios hitos. Para Bernard Tschumi, fue su primer edificio residencial y rascacielos. Este fue el primer edificio en el Lower East Side con servicio de portero las 24 horas y almacenamiento en frío para la entrega de alimentos.